# René Buyck
René Aimé Buyck (Brugge, 9 juni 1850- 24 juli 1923) was een Belgisch architect, die als provinciaal architect in de 19e eeuw voornamelijk gebouwen voor de overheid optrok in West-Vlaanderen. Daarnaast was hij ook werkzaam als privé architect.

## Levensloop
- 1850 geboren als zoon van Pierre Buyck (1805-1877)
- Volgde de opleiding 'Architectuur' aan de Academie voor Schone Kunsten te Brugge
- 1883 getrouwd in Londen met Augusta van Gheluwe. Het echtpaar kreeg vier zonen: Leon (*1884), Edouard (*1888), Jules (*1889) en William (*1895).
- 1878 René volgde  zijn vader op als provinciaal architect ad interim en bleef dit tot bij de afschaffing van deze functie in 1883. In die hoedanigheid realiseerde hij heel wat werken (vooral kerken en schoolgebouwen) in de provincie West-Vlaanderen.

## Bekende ontwerpen

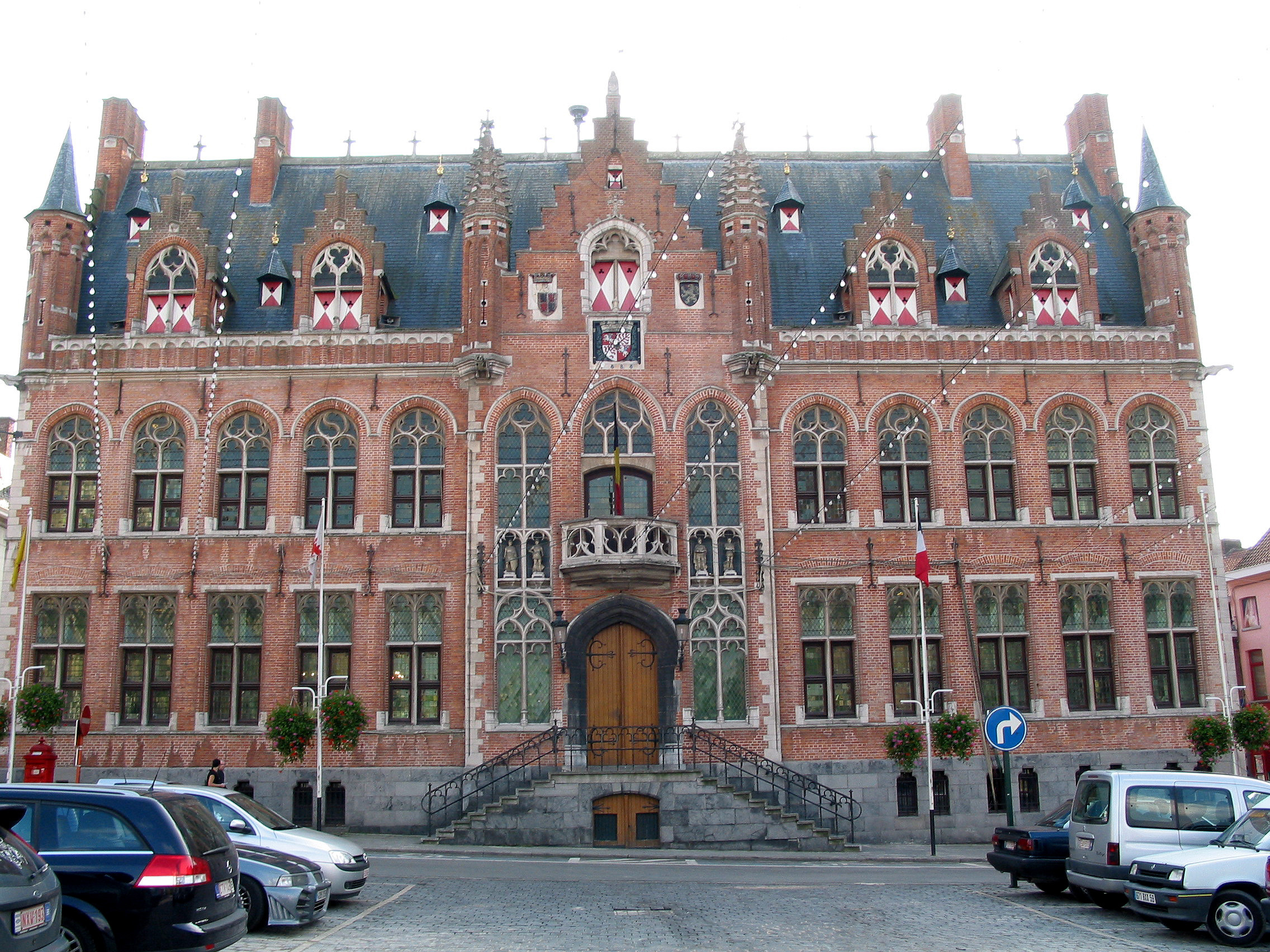
Gemeentehuis van Moeskroen

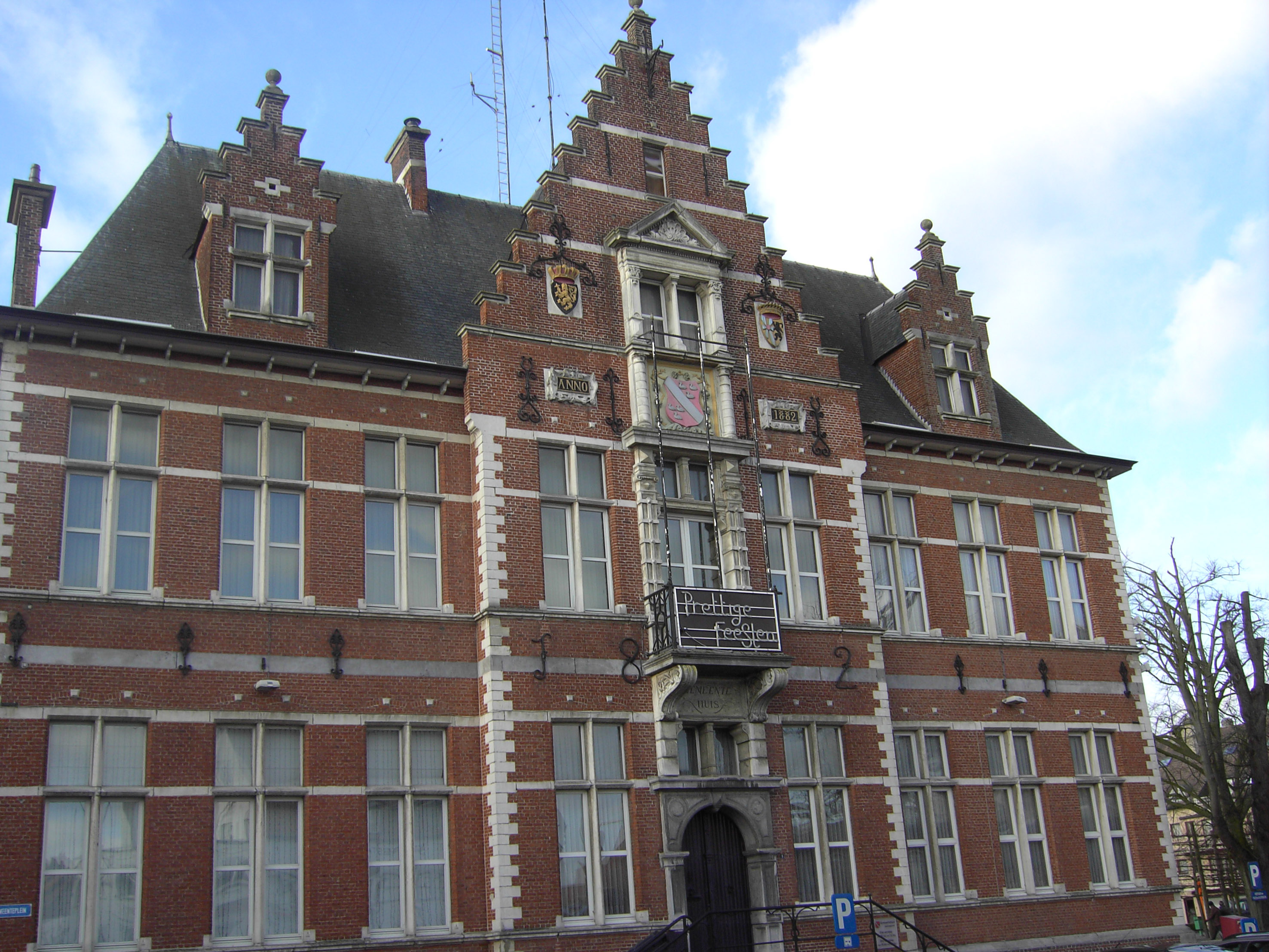
Gemeentehuis van Oostkamp

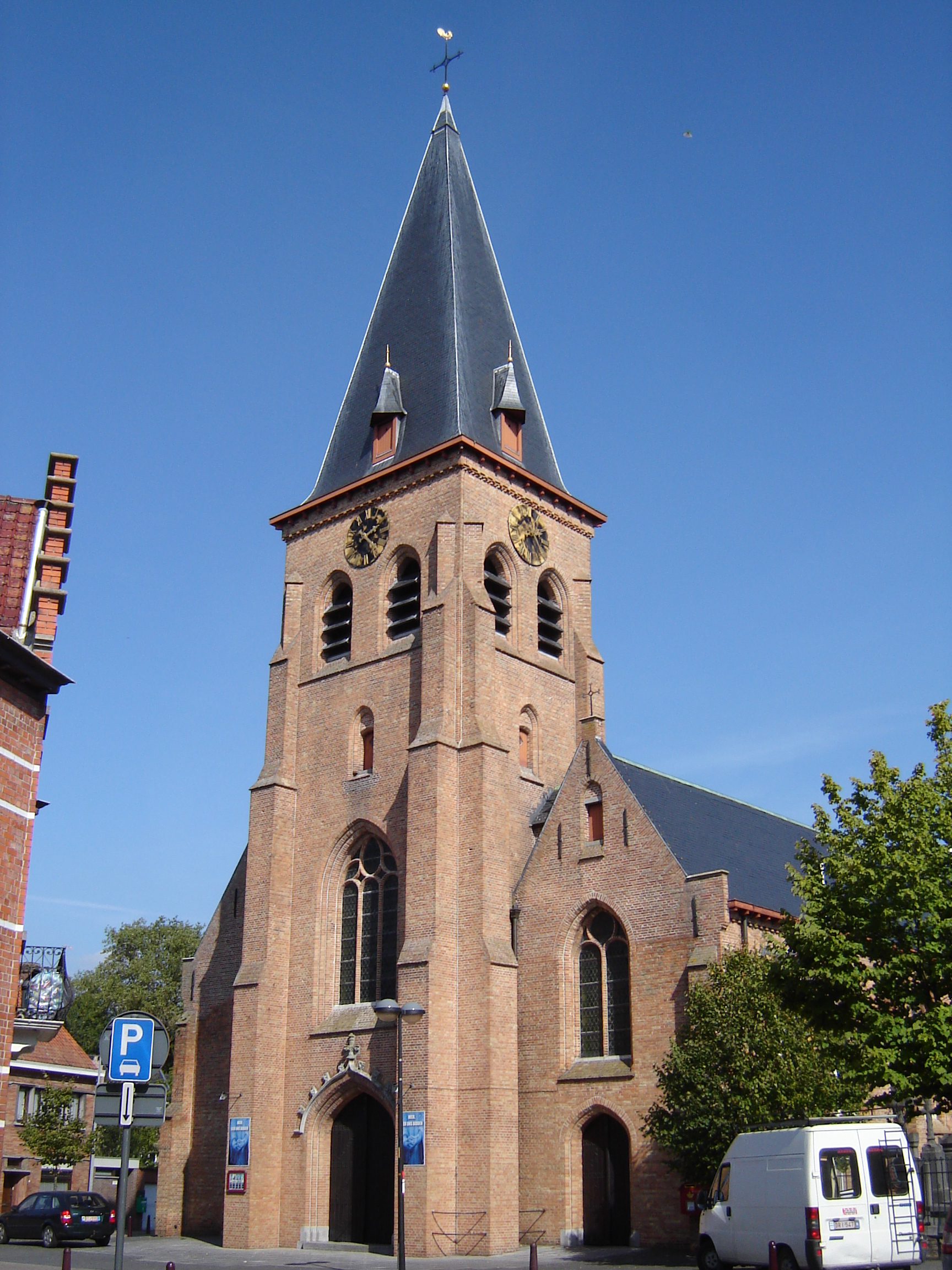
Beernem - Sint-Amanduskerk 1

Tijdens zijn lange carrière was hij betrokken bij heel wat projecten. Hij werkte onder meer samen met Louis Delacenserie voor het Provinciaal Hof en het postgebouw op de Grote Markt in Brugge. Verder ontwierp hij onder meer:
- 1878: Kasteel Bloemendaele in Beernem
- 1883: gemeentehuis Oostkamp[2]
- 1888-1890: gemeentehuis Moeskroen (beschermd)[3]
- 1890: Kasteel van Gruuthuse, Stationstraat, Oostkamp[4]
- 1896: Woningen in eclectische stijl, Gulden-Vlieslaan 17-18 in Brugge
- 1899: Schoolgebouw in Heist (beschermd)
- ±1900: Cokesfabriek in Zeebrugge (afgebroken)
- 1901-1902: Sint-Amanduskerk in Beernem
- 1901: de school van de Broeders Xaverianen in de Mariastraat in Brugge
- 1904: de kapel van het Sint-Leocollege, Potterierei in Brugge
- 1908: Villa in cottagestijl, Sportstraat, Brugge
- 1908: de parochiekerk van Zeebrugge

Hij renoveerde en restaureerde historische gebouwen, zoals
- het Bisschoppelijk Paleis van Brugge (1880-1881)
- de Sint-Salvatorskathedraal (1883)
- de Sint-Eligiuskerk in Oudenburg (1881-1882)
- het Stadhuis van Damme (1890-1896)
- de Onze-Lieve-Vrouwekerk (Damme) (1904-1909)
- het kasteel De Patente in Sint-Pieters-op-den-Dijk

Buyck is niet te identificeren met een welbepaalde stijl. Bij renovaties werd uiteraard de stijl van het bestaande gebouw gerespecteerd. Voor de nieuwbouwprojecten was er meer gelegenheid om een persoonlijke toets aan te brengen, waarbij de architect mee evolueerde met de bouwmode.
Tijdens de laatste helft van de 19de eeuw domineerden de neostijlen waarbij teruggegrepen werd naar klassieke voorbeelden. Meest bekend is de neogotiek zoals die werd toegepast op de voornoemde gebouwen op de Grote Markt in Brugge. Buyck hanteerde diezelfde stijl voor onder meer de Sint-Donaaskerk in Zeebrugge, de gemeenteschool in Heist (thans heemkundig museum Sincfala) en het stadhuis van Moeskroen. Voor zowel het gemeentehuis van Oostkamp, het kasteel van Gruuthuse als de stedelijke academie in Menen werd geopteerd voor Vlaamse neorenaissance.
In de nadagen van de 19de eeuw verschenen eclectische bouwwerken. De verschillende neostijlen werden hierin met elkaar gecombineerd. Een voorbeeld hiervan vindt men langs de Gulden-Vlieslaan in Brugge.
Meer informatie over en foto's van de realisaties van René Buyck zijn te vinden in de gegevensbank van het Vlaams Instituut voor het Onroerend Erfgoed.